# Nunneastrild
Nunneastrild (Estrilda nonnula) är en fågel i familjen astrilder inom ordningen tättingar.

## Utseende och läte
Nunneastrilden är en vacker astrild, huvudsakligen i grått, svart och vitt med röda inslag. I flykten syns röd övergump tydligt. Bland lätena hörs ljusa "tsik" och "tseet", ofta avgivna i kör av en hel flock, framför allt i flykten. Arten liknar kivuastrild och svarthättad astrild, men är gråare och ljusare, med vitt snarare än svart under stjärten.

## Utbredning och systematik
Nunneastrild delas in i tre underarter:
- nonnula – förekommer från Burkina Faso till sydöstra Nigeria, Uganda, västra Kenya och nordvästra Tanzania
- elizae – förekommer på ön Bioko i Guineabukten
- eisentrauti – förekommer i södra Kamerun, vid berget Kamerun

Underarten eisentrauti inkluderas ofta i elizae.

## Levnadsätt
Nunneastrilden hittas i gräsrika områden inom en rad olika miljöer, exempelvis skogsbryn, öppet skogslandskap, fuktiga savann, trädgårdar och jordbruksbygd. Den ses vanligen i par eller flockar.

## Status
Arten har ett stort utbredningsområde och beståndet anses stabilt. Internationella naturvårdsunionen IUCN listar den därför som livskraftig (LC).